# Irbitski Motozikletny Sawod

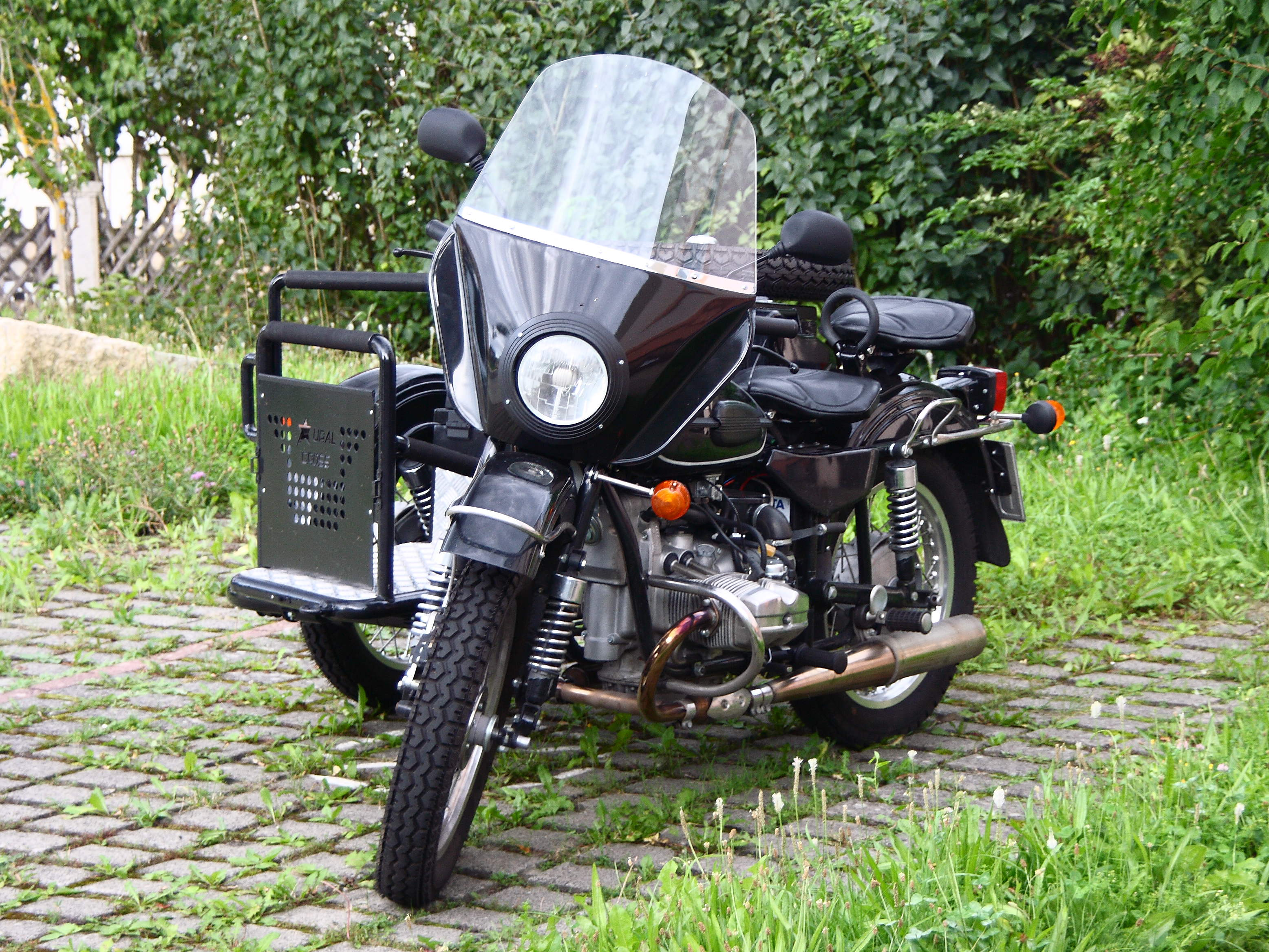
Ural Cross Tourist, Baujahr 2010

Das Irbitski Motozikletny Sawod (russisch Ирбитский мотоциклетный завод; Irbiter Motorradwerk; abgekürzt IMZ nach der englischen Transkription Irbitsky Mototsikletny Zavod) ist die Produktionsstätte von Motorrädern in Irbit in der russischen Oblast Swerdlowsk. Die dort produzierten Motorräder der Marke Ural sind nach dem Uralgebirge benannt, in dessen südlichem Teil Irbit liegt.

## Firmengeschichte

### Anfänge
Bei gemeinsamen Manövern mit der deutschen Wehrmacht vor dem Beginn des Zweiten Weltkrieges wurde die Rote Armee auf die deutschen BMW-R-71-Motorradgespanne aufmerksam (hergestellt von 1938 bis 1941), die mit einem Maschinengewehr und dem Behördenbeiwagen TR500 ausgerüstet waren und sich wegen ihrer Schnelligkeit und Wendigkeit bewährt hatten. Das sowjetische Verteidigungsministerium beriet zu dieser Zeit über die Anschaffung neuer Fahrzeuge. Nach längerer Diskussion wurde entschieden, die R-71 im eigenen Land nachzubauen. Das sowjetische Militär hatte schon vor dem Krieg BMW-Boxer-Motorräder gekauft, analysiert, mit Harley-Davidson verglichen und dann den BMW-Boxer aufgrund der besseren Kühlungseigenschaften als nachzubauendes Fahrzeug ausgewählt. Produktionsstandort wurde das sichere Uralgebiet.
Wie die Pläne in die Sowjetunion gelangt sind, ist historisch nicht einwandfrei geklärt. Eine verbreitete Version ist, dass fünf Exemplare des BMW-Motorrads über das neutrale Schweden in die Sowjetunion eingeführt wurden und dort über Reverse-Engineering die Grundlage für die Ural-Produktion bildeten. Wahrscheinlicher ist jedoch, dass die Pläne auf offiziellem Weg im Rahmen des Technologietransfers von Deutschland in die Sowjetunion gelangten, der infolge des deutsch-sowjetischen Nichtangriffspaktes eingesetzt hatte.
Die M-72 wurde bis 1957 in den Irbiter Motorradwerken hergestellt, wobei das „M“ für „Motozikl“ (russ. Мотоцикл für Motorrad) steht. Die M-72 war zunächst eine detailgetreue Kopie der BMW R 71. Da diese Maschine für schweres Gelände jedoch ungeeignet war, wurde das Modell laufend verbessert: ein neuer Luftfilter mit Ölfüllung, ein höher gelegtes vorderes Schutzblech sowie ein hinterer Schutzblechbügel zum besseren Aufklappen des Schutzbleches, was den Radwechsel erleichterte. Ebenso eingeführt wurden Knotenbleche an der hinteren Stoßdämpferaufnahme, nachdem es im Feldeinsatz zu Rahmenbrüchen gekommen war. Die M-72 wurde mit einem quadratisch ausgelegten (Bohrung × Hub 78 × 78 mm), seitengesteuerten Zweizylinder-Viertakt-Boxermotor ausgestattet. Seine Höchstleistung betrug 16 kW (22 PS) bei 4950/min. Das Gespann wog betriebsfertig etwa 350 kg und konnte drei Personen mit Gepäck und Ausrüstung transportieren. Es wurde von der Roten Armee im Zweiten Weltkrieg als geländetaugliches Fahrzeug eingesetzt.
Ab 1941 lief die Produktion der Seitenwagenmotorräder in Moskau auf Hochtouren. In der Moskauer Fabrik wurden 1753 Motorräder produziert, bevor die Wehrmacht näher rückte und die Fabrik 1200 Kilometer weiter nach Osten nach Irbit ins Ural-Gebirge verlegt wurde. Dies führte schließlich zum Namen „Ural“ für das Gespann. In der Stadt Irbit wurden während des Krieges weitere 9799 Maschinen gefertigt; bis 1950 wurden dort insgesamt 30.000 Motorräder hergestellt.

### 1945 bis 1970
Nach dem Zweiten Weltkrieg wurden die Zweizylinder-Boxer-Modelle in Irbit – wie auch im neuen Kiewer Dnepr-Werk – weiterhin hauptsächlich für das Militär und sonstige Behörden gebaut. Infolge des steigenden Bekanntheitsgrades wurde im Jahr 1953 entschieden, die Ural-Motorräder auch zu exportieren. Ab den 1960er-Jahren stiegen die Ural-Werke in die Produktion rein ziviler Motorräder ein. Die Konstruktion wurde dabei weiterentwickelt, unter anderem die Zylinderköpfe, der Rahmen und die Vordergabel, so dass von der ursprünglichen R 71 lediglich die Grundkonzeption erhalten blieb. Insbesondere die Ausstattung späterer Modelle mit auf der R 75 basierenden Motoren mit hängenden Ventilen führte zu einer Abkehr vom ursprünglichen R-71-Konzept und verdeutlichte die Eigenständigkeit dieser Nachfolgemodelle. Die Fertigung von Fahrzeugen für das Militär wurde eingestellt. Mittlerweile wurde nicht mehr der alte und unverwüstliche Seitenventil-Motor mit 750 cm³ gebaut, sondern schon eine Eigenentwicklung mit 650 cm³ und hängenden Ventilen, die über Stößel, Stoßstangen und Kipphebel von der im Motorgehäuse gelagerten Nockenwelle betätigt werden. Er unterschied sich vom 650-cm³-OHV-Motor der Dnepr-Modelle. 1966 verließ die 500.000. Maschine das Werk in Irbit. Die Jahresproduktion lag damals bei 200.000 Motorrädern.

### 1970 bis 1989
Ab 1970 importierte der Londoner Fred Wells erstmals die damalige Ural M-63 nach Großbritannien. Von 1972 bis 1979 hatte die „Soviet American Trade Association“ (SATRA) die Konzession für den Export sowjetischer Motorräder und führte in den angelsächsischen Ländern den Handelsnamen „Cossack“ ein. In den deutschsprachigen Ländern waren die Motorräder aus Irbit jedoch immer unter dem Namen „Ural“ bekannt. 1975 wurde das 1.000.000. Motorrad in Irbit produziert. 1989 waren bei IMZ Ural schon 2 Millionen Maschinen vom Band gelaufen. Zu Spitzenzeiten waren etwa 9.000 Menschen bei IMZ Ural beschäftigt.
Die seinerzeit produzierten Motorradgespanne waren sehr robust gebaut. Mangelhaft hingegen waren die unzureichenden Bremsen (Seitenwagen ungebremst, schlecht wirksame Vorderradbremse) und der hohe Kraftstoffverbrauch, der bis zu 15 l/100 km betragen konnte.

### 1990 bis 1999
Im November 1992 wurde die staatliche Fabrik privatisiert und in Uralmoto AG umbenannt. 40 Prozent der Aktien wurden dem damaligen Management und den Mitarbeitern zugeteilt und 38 Prozent wurden in Form von Privatisierungs-Gutscheinen größtenteils an Management und Mitarbeiter versteigert. 22 Prozent der Aktien blieben zunächst in staatlicher Hand, wurden später aber ebenfalls an Investoren veräußert. Russische Sicherheitskräfte wurden letztmals im Jahr 1999 mit Ural-Maschinen beliefert.
Ab Modelljahr 1998 werden die Gespann-Modelle unter der Bezeichnung „Ranger“ (Gear-Up), „Patrol“ (Sportsman), „Tourist“ und „Retro“ gebaut. Die Solo-Modelle heißen ab 1991 „Wolf“, „Ural Solo“ und „Retro Solo“. Sämtliche Modelle verwenden seit 2008 den gleichen luftgekühlten Zweizylinder-Viertakt-Boxermotor mit 745 cm³ Hubraum. Die Nennleistung beträgt dabei 29 kW. Das Getriebe umfasst vier Vorwärtsgänge und einen Rückwärtsgang, der im Leerlauf über eine separate Getriebewelle geschaltet wird.

### 2000 bis heute
Nachdem das Unternehmen von 1998 bis 2000 einer privaten russischen Investorengruppe gehört hatte, kauften im Jahre 2000 drei in den USA lebende russischstämmige Unternehmer die Fabrik. Mit dem Erwerb wurde die Firma in „Irbit MotorWorks of America, Inc.“ (IMWA) umbenannt. Seinen letzten bedeutenden Großauftrag erhielt das Irbiter Motorradwerk 2002, als die irakische Regierung unter Saddam Hussein 1000 Ural-Gespanne bestellte. Ausgeliefert wurden die grau lackierten Gespanne mit 650er-Motor, E-Starter und Alu-Zylinder. Die Lieferungen mussten nach dem Kriegsbeginn gestoppt werden, die schon gelieferten Ural wurden im Krieg größtenteils zerstört.
Die neuen Eigentümer setzten ein neues Management ein. CEO ist Wladimir Kurmatschew, Chefdesigner war Sergei Swetlowski. Bei einer kompletten Reorganisation der IMWA wurde das über mehrere Hektar verteilte Fabrikgelände stark verkleinert, die Anzahl der Mitarbeiter auf heute rund 150 Mitarbeiter reduziert und in Teilbereichen neue Produktionstechniken eingeführt. Dazu gehörte eine Qualitätskontrolle an allen Punkten der Produktion und Zukauf von Komponenten aus 15 westlichen Ländern. Die Fertigungsqualität stieg rapide und es kam vermehrt zur Entwicklung neuer Modelle.
Ebenfalls seit dem Modelljahr 2008 werden viele sicherheitsrelevante Bestandteile aus westlichen Ländern verbaut: So werden Keihin-L22AA-32-mm-Vergaser und Denso-Lichtmaschinen aus Japan eingebaut. Aus Italien kommen die elektronische Zündanlage von Ducati Energia, die Lenkerarmaturen, Züge, Hebel sowie die Brembo-Scheibenbremsanlage am Vorderrad. Aus Deutschland werden ZF-Sachs-Stoßdämpfer und Herzog-Zahnräder (Motor, Getriebe) verbaut. Auch alle Lager, Wellendichtringe, Schrauben, Muttern, Kabel und elektrischen Verbindungsstecker am Gespann sind westlicher Herkunft. Nach all diesen Verbesserungen gelten die Ural-Gespanne ab Baujahr 2008 als zuverlässige und alltagstaugliche Fahrzeuge. Der Endantrieb erfolgt über Kardan. Bei den Modellen „Ranger“ und „Sportsman“ lässt sich der Beiwagenradantrieb zuschalten, allerdings mit Übersetzung 1 : 1 ohne Differential. Demnach sollte er nur für Fahrten im Gelände benutzt werden, wo mit dem normalen Hinterradantrieb nicht mehr weiterzukommen wäre. Seit 2006 kommt jedes Jahr ein limitiertes Sondermodell auf den Markt.
Aus ökologischen Gründen musste das Werk vor einigen Jahren die unternehmenseigene galvanische Abteilung schließen.
In den letzten Jahren wurden nur noch 500 (2009), 800 (2010) bzw. 900 Motorräder/Gespanne (2011) produziert. Hauptabsatzmarkt sind mit 496 Motorrädern die USA. Fast so viele Maschinen werden nach Westeuropa geliefert, Einzelexemplare nach Kanada, Australien, Japan, Südafrika und Korea. Nur ganz wenige Ural-Gespanne werden in Russland selbst verkauft. Im Jahr 2009 waren es nur 17 Maschinen. Grund hierfür ist, dass die Motorräder aus Irbit für russische Verhältnisse teuer sind. So kostet ein Ural-Retro-Gespann auf dem heimischen russischen Markt beispielsweise 355.000 Rubel, umgerechnet etwa 9.000 Euro. Das Händlernetz umfasst in den USA und in Europa je 60 Händler, in Kanada 10, in Australien 5, in Japan 3 sowie einzelne Händler in Korea, Neuseeland und den Golf-Staaten, insgesamt rund 140 Händler weltweit. Seit 2003 hat die Ural Motorcycles GmbH im österreichischen Linz den Generalvertrieb für Ural-Motorräder, Ersatzteile und Zubehör in Europa inne.
Seit 1942 wurden in Irbit mehr als drei Millionen Motorräder und Gespanne gebaut.

## Modelle
Technische Daten der aktuellen Modelle von 2015:

### Sondermodelle
- „Worona“ (2006) – Das erste Sondermodell war 2006 die schwarze „Worona“ („Der Rabe“). Sie ist komplett mattschwarz, kein Chrom, und wurde in nur 33 Exemplaren produziert.
- „Pustinja“ (2007) – Das Sondermodell von 2007 erhielt den Namen „Pustinja“ („Wüste“). Es wurde in wüstenbrauner Farbe lackiert und nur in 35 Exemplaren angefertigt.
- „Wjuga“ (2008) – Das Sondermodell 2008 heißt „Wjuga“ („Schneesturm“) und ist in Winter-Tarnfarben lackiert. Ein großer Windschild, Knieschutzbleche und Heizgriffe schützen den Fahrer.
- „Roter Oktober“ (2009) – Im Jahr 2009 hieß das Sondermodell „Roter Oktober“ und sollte an die Oktoberrevolution und den Film „Jagd auf roten Oktober“ erinnern. Das Modell entstand auf der Grundlage der „Tourist“-Version ohne Beiwagenantrieb und mit dem Beiwagenfahrgestell des „Retro“-Modells. Daraus sollen eine bessere Straßenlage und höhere Kurvengeschwindigkeiten resultieren. Ausgestattet ist die Ural „Roter Oktober“ mit einem Rückwärtsganghebel am Tank, runden Lichtern am Beiwagen, Gepäckträger an Motorrad und Beiwagen sowie einem Erste-Hilfe-Kasten. Alle Blechteile sind in Grenadierrot lackiert, alle Rahmen- und Motorenteile in Mattschwarz. Auch dieses Sondermodell wurde nur in 35 Exemplaren angefertigt.
- „Schneeleopard“ (2010) – Im Jahr 2010 kam das Sondermodell „Schneeleopard“ auf den Markt mit grau lackierten Rahmenteilen und weißen Blechen. Von der edlen Version „Schneeleopard“ Retro wurden nur fünf Stück für ganz Europa produziert. In Abweichung zur Standard Ural Retro sind die Sitze und Beiwagenverdeck grau gehalten, der Beiwagen ist mit einem Gepäckträger am Kofferraumdeckel, einem Benzinkanister aus Chromstahl, einem Windschild, einem Sturzbügel und einem zusätzlichen Scheinwerfer ausgerüstet. Die Version „Schneeleopard“ Ranger ist hingegen ein voll ausgestattetes Winterfahrzeug, ausgerüstet mit drei M+S-Winterreifen von Heidenau und einem Reservereifen mit Spikes, Heizgriffen und Windschild für den Fahrer, Sturzbügel und Zusatzscheinwerfer am Beiwagen vorne, Spaten, Reservekanister und Gepäckträger. Von beiden Versionen wurden zusammengezählt insgesamt nur 20 Stück gebaut.
- „Jubiläumsmodell M70“ (2011)  – Am 19. November 2011 feierte das Irbiter Motorradwerk seinen 70. Geburtstag und brachte aus diesem Anlass ein Jubiläumsmodell „M70“ auf den Markt. Es soll in der Optik an die ursprüngliche M-72 erinnern, die technischen Details sind allerdings auf dem heutigen Stand. Als Basisfahrzeug diente das Modell „Retro“, welches in den Farben der M-72 aus den Kriegsjahren lackiert wird. Das Material und die Farbe der Beiwagenabdeckung sind fast identisch mit dem Original aus den 1940er-Jahren, ebenso das alte rote runde IMZ-Logo am Tank, das seit 1956 nicht mehr im Gebrauch war. Eine Maschinengewehrhalterung ist am Beiwagen integriert.[11]
- „Sarja“ (2012) – Im Jahr 2012 hieß das Sondermodell „Sarja“ („Abendrot“). Es wurde in schwarz und orange lackiert mit orangefarbenem Innenraum und Felgen.
- „Hybrid“ (2013) – Im Jahr 2013 kam das Sondermodell „Hybrid“ auf den Markt. Die Rahmenteile sind wie Motor und Antrieb in schwarz gehalten, die  Bleche in grau. Der Name Hybrid ergibt sich aus der Tatsache, dass dieses das letzte Modell mit Vergaser ist, aber mit vielen Teilen wie Scheibenbremsen an allen drei Rädern, größerem Luftfilter, hydraulischem Lenkungsdämpfer und externem Ölfilter aus dem Modell 2014 ausgestattet ist. Dieses Sondermodell war auf 25 Stück limitiert.
- „Scrambler“ (2014) – Das Sondermodell 2014 heißt „Scrambler“ und ist in gelb/schwarz/grau lackiert. Es basiert auf der „Ranger“-Version, auf ein Reserverad wurde verzichtet. Produziert wurde es in 20 Exemplaren.
- „Pustinja II“ (2017) – Das Sondermodell von 2017 ist eine Neuauflage des Sondermodells von 2007 „Pustinja“ („Wüste“). Es wurde sandfarben und schwarz lackiert und basiert auf dem Modell „Sportsman“. Zwei Kisten am Beiwagen und ein Benzinkanister gehören zur Ausstattung dieses Modells, das auf 30 Stück limitiert ist.
- „Transsib“ (2018) – Das Sondermodell 2018 heißt „Transsib“ und ist in Anlehnung an die Farbgebung der Transsibirischen Eisenbahn in Dunkelgrün gehalten mit einem horizontalen gelben Streifen am Beiwagen rundum. Dieses Sondermodell basiert auf dem Ural cT und hat eine Telegabel und einen braunen Innenraum und Sitze. Eine Kopfstütze, eine Beiwagenabdeckung und ein Fußsack aus Fell sowie ein Paar beheizter Handschuhe für den Beifahrer gehören zur Ausstattung dieses Modells, das auch für Ausfahrten an kälteren Tagen geeignet sein soll. Dieses Modell wurde nur in 20 Exemplaren produziert.
- „Prikljutschenje“ (2019) – Das Sondermodell 2019 heißt „Prikljutschenje/Adventure“ („Abenteuer“). Es bietet eine Auspuffanlage von GPR, Federbeine von HCS und LED-Scheinwerfer. Dazu gibt es ein Zelt Mototent V2 von Lone Rider und ein Bündel Brennholz. Dieses Modell ist in den Farben weiß/blau/rot lackiert und in 20 Exemplaren produziert worden.

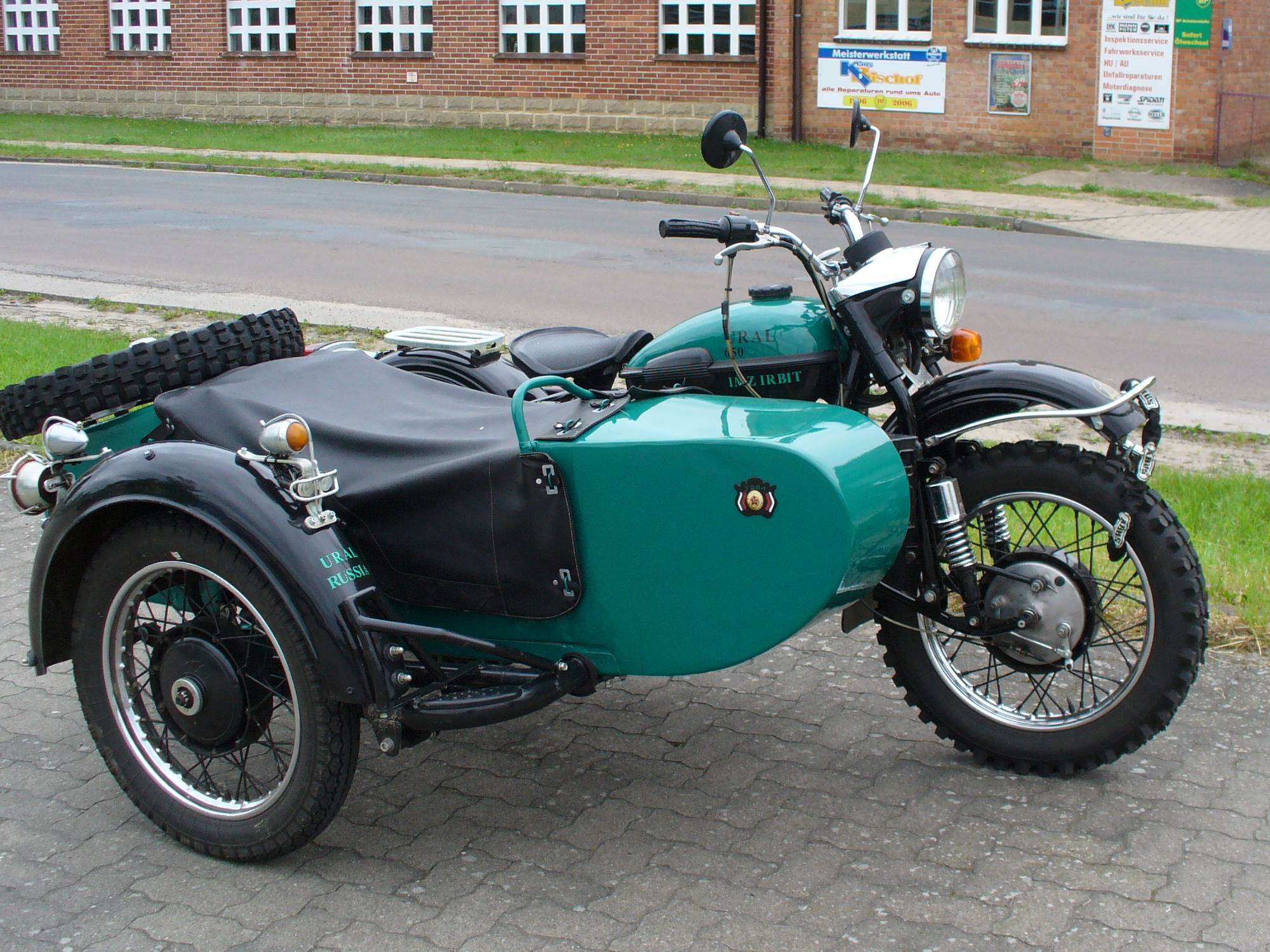
IMZ 8.103-40
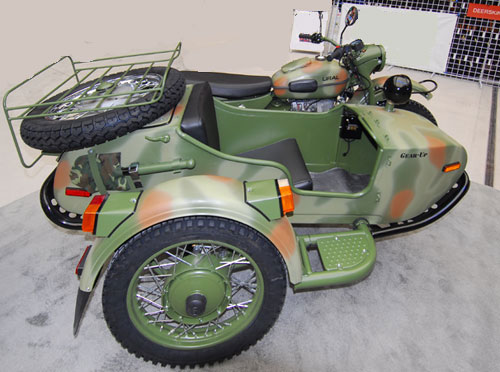
Ural „Patrol“
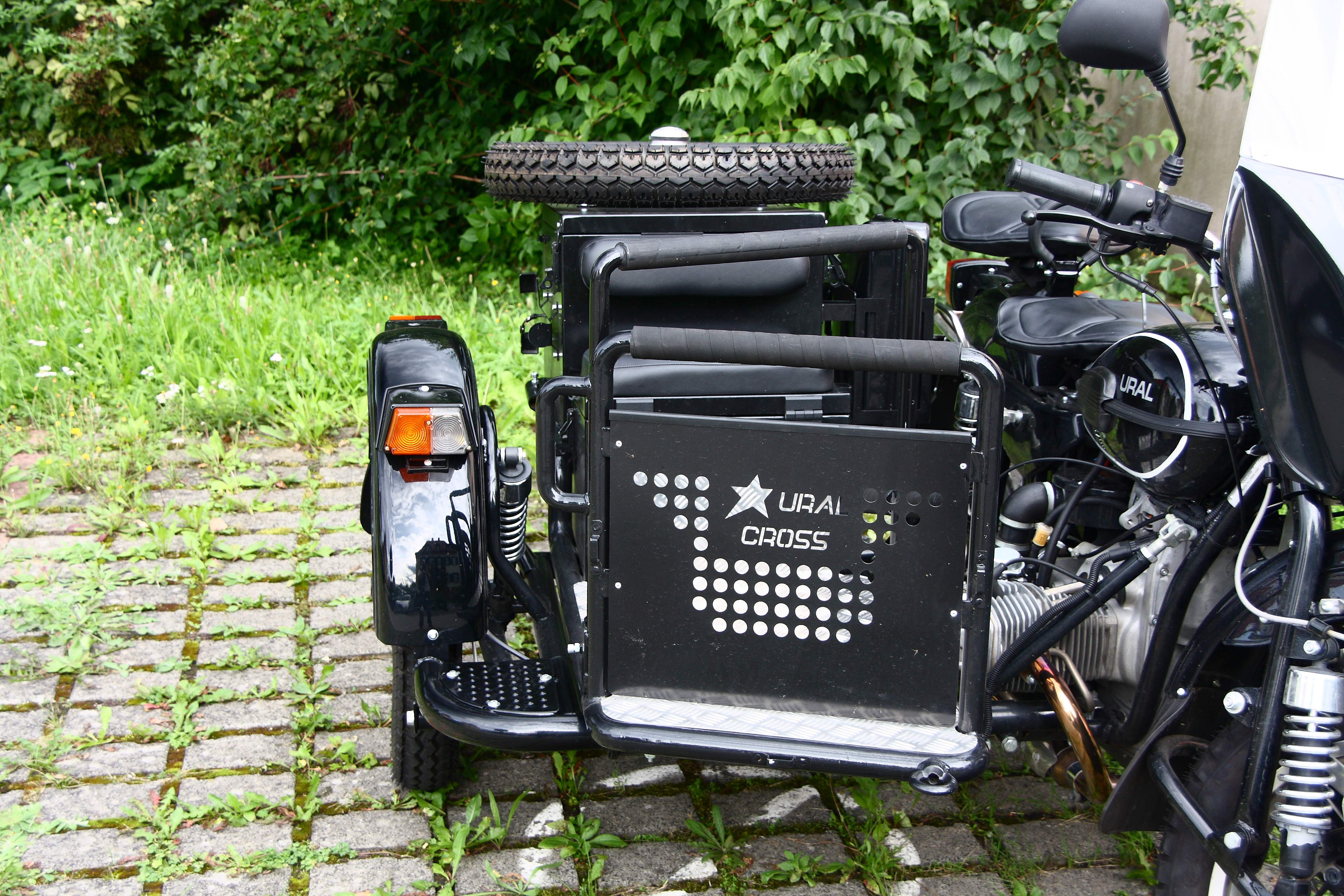
Seitenwagen der Ural „Cross Tourist“

## Trivia
Zum 1. Januar 2025 waren in Deutschland 3613 IMZ-Krafträder zum Straßenverkehr zugelassen.